# Isabel Dobrzensky de Dobrzenicz
La condesa Isabel Dobržensky de Dobrženicz (en checo: Alžběta Dobřenská z Dobřenic; Chotěboř, 7 de diciembre de 1875 - Sintra, 11 de junio de 1951) fue la esposa morganática de Pedro de Alcántara, príncipe imperial de Brasil; tuvo el título de princesa de Orleans-Braganza, dignidad que le fue conferida a su esposo para que él y sus descendientes mantuvieran la condición de príncipes después que renunció a los derechos de sucesión al trono imperial de Brasil a instancias de su madre, la princesa Isabel, para que pudieran contraer matrimonio.

## Biografía
La condesa Isabel nació el 7 de diciembre de 1875 en Chotěboř, Imperio austrohúngaro, fue hija de Juan Venceslao II, conde Dobržensky de Dobrženicz (1841-1919) y de la condesa Isabel Kottulinsky de Kottulin (1850-1929).

## Matrimonio y descendencia
El 14 de noviembre de 1908, en Versalles, se casó en un Matrimonio morganático con Pedro de Alcántara, príncipe imperial de Brasil (1875-1940), hijo mayor de la princesa Isabel jefa de la Casa Imperial de Brasil.
De esta unión nacieron cinco hijos, todos príncipes de Orleans-Braganza:
- Isabel de Orleans-Braganza (1911-2003), se casó el 8 de abril de 1931 en Palermo, con su primo Enrique, conde de París y jefe de la casa real de Francia, con descendencia.
- Pedro Gastón de Orleans-Braganza (1913-2007), se casó el 18 de diciembre de 1944 en Sevilla, con la princesa María de la Esperanza de Borbón, hija del infante Carlos de España, con descendencia.
- María Francisca de Orleans-Braganza (1914-1968), se casó el 13 de octubre de 1942 en Río de Janeiro, con Eduardo Nuño, duque de Braganza y jefe de la casa real de Portugal, con descendencia.
- Juan de Orleans-Braganza (1916-2005), contrajo matrimonio morganático dos veces, el primero el 22 de abril de 1949 en Sintra, con Fátima Scherifa Chirine, princesa viuda de Alejandría, de quien se divorció en 1971, con descendencia; el segundo el 29 de abril de 1990 en Petrópolis, con Teresa da Silva Leite, sin descendencia de este matrimonio.
- Teresa de Orleans-Braganza (1919-2011), contrajo matrimonio morganático el 7 de octubre de 1957 en Sintra, con Ernesto Antonio Martorell y Calderó (1921-1985), con descendencia.

## Títulos y tratamientos
| ● 7 de diciembre de 1875-21 de febrero de 1906:  | la baronesa Isabel Dobrzensky de Dobrzenicz          |
| ● 21 de febrero de 1906-14 de noviembre de 1908: | la condesa Isabel Dobrzensky de Dobrzenicz           |
| ● 14 de noviembre de 1908-11 de junio de 1951:   | Su alteza real la princesa Pedro de Orleans-Braganza |

## Distinciones honoríficas
- Dama de la Orden de la Cruz Estrellada (Imperio Austrohúngaro).[1]